# Arthur Pilard
Arthur Pilard (* 22. Januar 1996 in Vannes) ist ein französischer BMX-Rennfahrer. 2025 wurde er Weltmeister dieser Sportart.

## Sportlicher Werdegang
Pilard begann 2002 mit dem BMX-Fahren im Verein von Theix nahe Vannes. Später fuhr er für den BMX-Klub von Saint-Brieuc und machte seinen Schulabschluss an einer Sportförderschule in Rennes. 2017 wurde er in die Nationalmannschaft aufgenommen, 2018 kam er bei seiner ersten Weltmeisterschaft in der Elite bis ins Halbfinale.
Nach zwei Podiumsplatzierungen im Weltcup 2021 wurde Pilard in den Olympiakader aufgenommen und war Ersatzmann für die Olympischen Spiele von Tokio. In Abwesenheit von Sylvain André, Romain Mahieu und Joris Daudet, die sich auf den olympischen Wettkampf vorbereiteten, wurde Pilard im Juli 2021 Europameister, bei den BMX-Rennsport-Weltmeisterschaften kurze Zeit später kam er auf den fünften Platz.
Bei den Weltmeisterschaften 2022 kam Pilard erneut ins Finale, stürzte jedoch. Im Jahr darauf, bei der WM 2023, wurde er Vize-Weltmeister beim französischen Dreifach-Triumph, hinter Mahieu und vor Daudet. Anschließend plagte ihn eine im Oktober zugezogene Verletzung am Sprunggelenk, die ihn im Kampf um die Olympia-Plätze 2024 behinderte. Er wurde letztlich erneut als Ersatz nominiert hinter Daudet, André und Mahieu, die vor Heimpublikum im olympischen BMX-Rennen 2024 alle drei Medaillen holten. Pilard konnte sich, wiederum in Abwesenheit der drei, mit Titeln bei Europameisterschaften und französischen Meisterschaften auszeichnen.
Im Juni 2025 erzielte Pilard beim Weltcup-Rennen von Sarrians seinen ersten Sieg im Weltcup, wenige Wochen später wurde er in Kopenhagen Weltmeister.

## Erfolge
2021

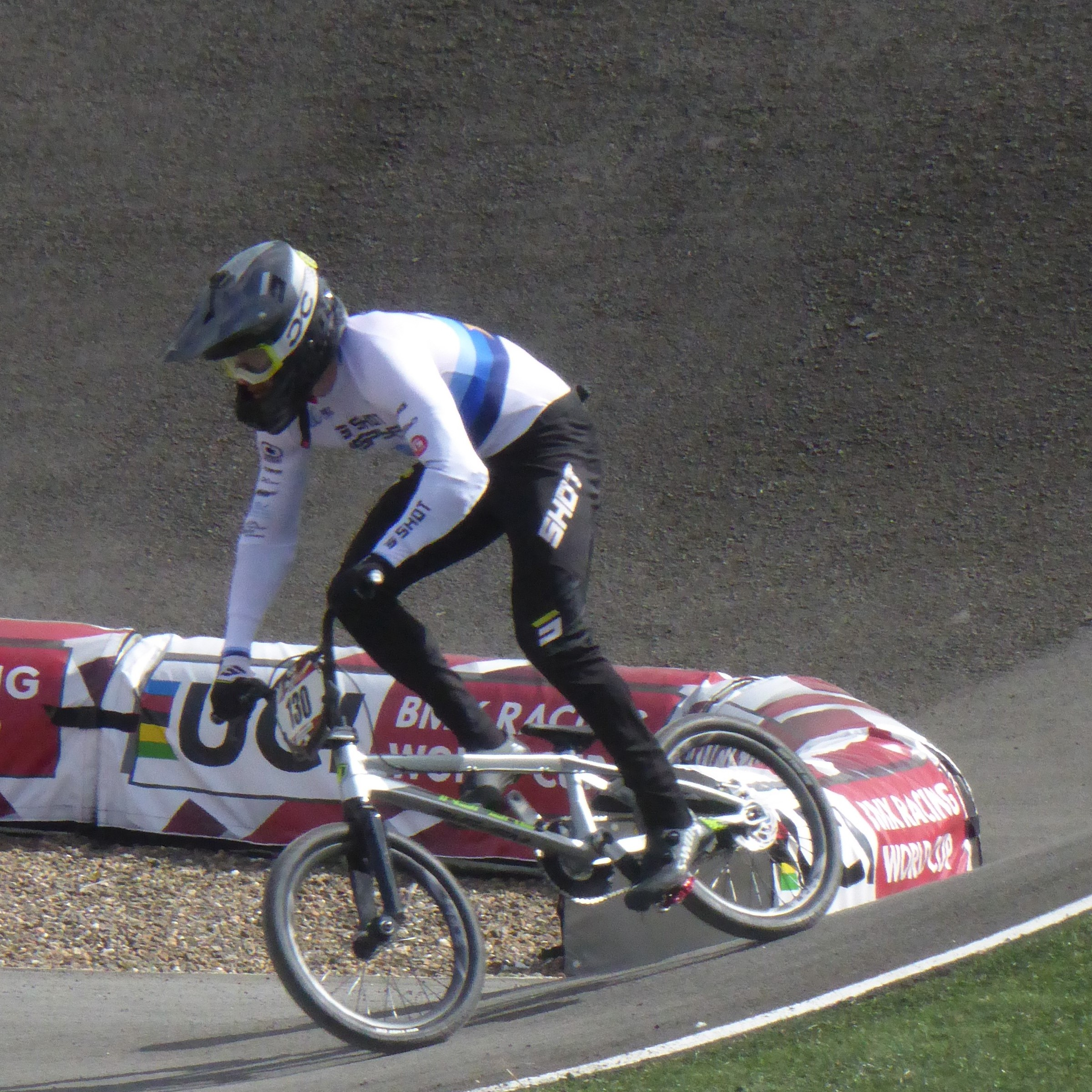
Pilard, im Trikot des Europameisters, 2022 bei einem Weltcuprennen

 Europameister – Einzel, Mannschaft
 Französischer Meister – Zeitfahren
Europacup – zwei Erfolge
2022
 Europameister – Mannschaft
2023
 Weltmeisterschaften – Einzel
2024
 Europameister – Einzel
 Französischer Meister – Einzel, Zeitfahren
2025
 Weltmeister – Einzel
 Europameisterschaften – Einzel
Weltcup – ein Erfolg
Europacup – ein Erfolg